# Part of Me (Chris Cornell)
Part of Me è un singolo del cantante statunitense Chris Cornell, pubblicato il 14 ottobre 2008 come primo estratto dal terzo album in studio Scream.

## Descrizione
Si tratta del primo singolo ufficiale dell'artista pubblicato sul mercato canadese ed europeo. Una versione del brano, priva del testo in versione esplicita, è stata trasmessa in anteprima da Virgin Radio 999, dove gli ascoltatori sono stati invitati ad esprimere il proprio parere sul brano.

## Video musicale
Il video è stato reso disponibile per il Canada e l'Europa, ed è stato diretto da Alan Furgeson e prodotto da Chris Kantrowitz. Nel video compaiono Timbaland, Wladimir Klitschko ed il rapper dei Wu-Tang Clan Method Man. Il video si svolge fra Porto Rico, Texas e Queens (New York).

## Tracce
CD promozionale
1. Part Of Me - 3:34
2. Part Of Me (Radio Edit) - 3:34
3. Part Of Me (Extended Version) - 4:48
4. Part Of Me (LA Riots Remix) - 4:32
5. Part Of Me (LA Riots Remix Alternate Version) - 4:32
6. Part Of Me (LMFAO Remix) - 4:02

## Classifiche
| Classifica (2009) | Posizione massima |
| ----------------- | ----------------- |
| Austria           | 31                |
| Danimarca         | 27                |
| Finlandia         | 16                |
| Germania          | 24                |
| Svizzera          | 19                |

## Date di pubblicazione
| Paese       | Data            | Formato           |
| ----------- | --------------- | ----------------- |
| Germania    | 14 ottobre 2008 | Download digitale |
| Canada      | 21 ottobre 2008 | Download digitale |
| Regno Unito | 9 marzo 2009    | Download digitale |